# ヨコハマヒザクラ
ヨコハマヒザクラ（横浜緋桜、学名: Cerasus × kanzakura ‘Yokohama-hizakura’）は、サクラの園芸品種の一つである。

## 由来
1972年（昭和47年）頃、神奈川県横浜市港北区在住の園芸家により、カンヒザクラと、オオシマザクラとタカネザクラの交雑種のケンロクエンクマガイ（兼六園熊谷）とを交配して作られた。1985年1月23日に種苗法に基づき観賞樹として品種登録され、登録番号は777番である。カンヒザクラの特徴的な緋色（スカーレット）と、ケンロクエンクマガイの花形の良さを兼ね備える。品種名は出生地である横浜と、花の色の特徴である緋色から名づけられた。この園芸家は昭和30年代後半からサクラの交配を始めた。交配を始めてから花を付けるまで5年から10年の期間を要する。試作を重ねるうち、数学的思考で交配のバランスを考えることに到り、ヨコハマヒザクラはその成果である。
1996年（平成8年）4月には、横浜公園開園120周年を記念して同園内に植樹され、1997年11月12日には中区の区制70周年を記念して本牧山頂公園に原木が寄贈されている。

## 特徴
花弁はソメイヨシノに比べ色が濃く鮮やかであることが特徴で、一重の平開咲。やや下向きの大輪の花を付ける。葉の形が倒卵状楕円形であること、花序の形状が散房状であること、花弁が楕円形であること、花が紫ピンクの大輪の花であることなどからカンヒザクラと区別できる。
ソメイヨシノと同様に、葉が出る前に花が咲く。花の形状は同様で開花時期が異なる3つの品種があり、育成地である横浜では早咲きは概ね3月20日頃、遅咲きは4月10日頃から咲きはじめる。学校の入学式の時期に満開を迎えたいケースでは、中間咲きの品種が選ばれる。開花時期を調整できる特徴から、ソメイヨシノの前後に咲くようにヨコハマヒザクラを植えることにより長期間花見を楽しむことができる。

## 植樹地

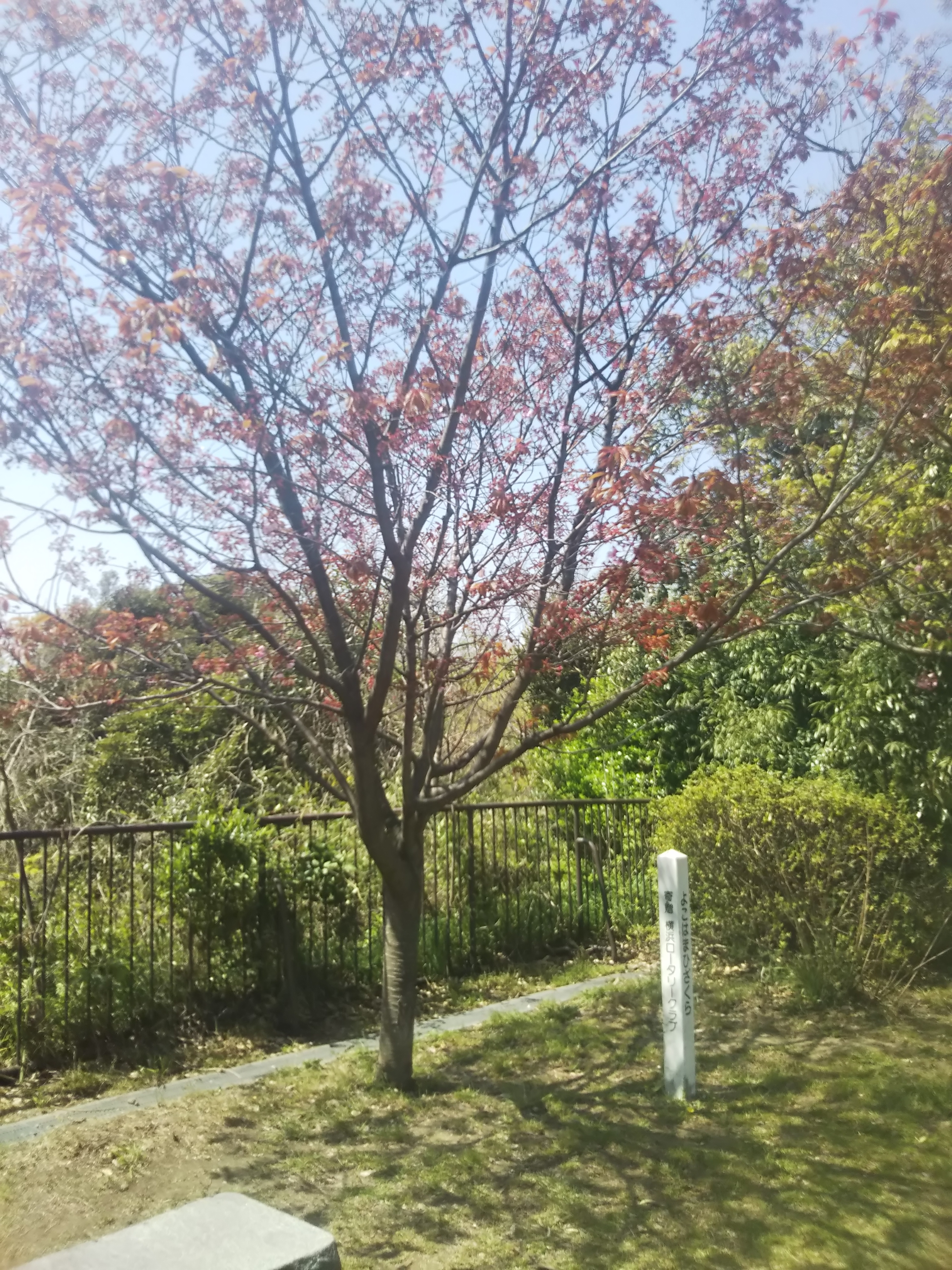
本牧山頂公園内に植樹された、ヨコハマヒザクラの原木

横浜市内では本牧山頂公園・横浜公園のほか岸根公園、清水ケ丘公園、横浜市こども植物園、みなとみらい地区の横浜ランドマークタワー近くなど。県外では東京の新宿御苑などにも植樹されている。

## 花言葉
優美、永遠の愛